# 上野修 (哲学者)
上野 修（うえの おさむ、1951年 - ）は、日本の哲学者。大阪大学名誉教授。
スピノザ、ホッブズ、デカルトなどの西洋近世哲学、ラカン、ドゥルーズなどのフランス現代思想を専門とする研究者。

## 経歴
- 1976年 国際基督教大学教養学部卒業
- 1984年 大阪大学大学院文学研究科哲学・哲学史博士課程単位取得満期退学
- 1986年 大阪大学文学部助手
- 1990年 山口大学教養部助教授
- 1996年 人文学部助教授
- 1997年 教授
- 2004年 大阪大学大学院文学研究科教授[1]
- 2017年 定年退任

## 著作
- 『精神の眼は論証そのもの - デカルト、ホッブズ、スピノザ』（学樹書院） 1999年
  - 『デカルト、ホッブズ、スピノザ - 哲学する十七世紀』（講談社学術文庫） 2011年
- 『スピノザの世界 - 神あるいは自然』（講談社現代新書） 2005年
- 『スピノザ - 「無神論者」は宗教を肯定できるか』（日本放送出版協会、シリーズ・哲学のエッセンス） 2006年
  - 『スピノザ『神学政治論』を読む』（ちくま学芸文庫） 2014年
- 『哲学者たちのワンダーランド - 様相の十七世紀』（講談社） 2013年、のちNHKブックス 2024年
- 『スピノザ考 - 人間ならざる思考へ』（青土社） 2024年

### 共著
- 『哲学基本事典 - 哲学入門』（里見軍之, 飛田就一編、富士書店） 1992年
- 『西洋哲学史〔近代編〕 - 科学の形成と近代思想の展開』（宗像恵, 中岡成文編著、ミネルヴァ書房） 1995年
- 『スピノザと政治的なもの』（工藤喜作, 桜井直文編、平凡社） 1995年
- 『哲学者たちは授業中』（入江幸男, 松葉祥一, 入不二基義, 大島保彦共著、ナカニシヤ出版） 1997年
- 『真理の探究 - 17世紀合理主義の射程』（村上勝三編、知泉書館） 2005年
- 『ドゥルーズ / ガタリの現在』（小泉義之, 鈴木泉, 檜垣立哉編、平凡社） 2008年
- 『〈私〉の哲学を哲学する』（永井均, 入不二基義, 青山拓央共著、講談社） 2010年
- 『西洋哲学史Ⅲ - 「ポスト・モダン」のまえに』（神崎繁, 熊野純彦, 鈴木泉編、講談社） 2012年
- 『ライプニッツ読本』（酒井潔, 佐々木能章, 長綱啓典編、法政大学出版局） 2012年
- 『哲学の挑戦』（西日本哲学会編、春風社） 2012年
- 『主体の論理・概念の倫理 - 二〇世紀フランスのエピステモロジーとスピノザ主義』（上野修, 米虫正巳, 近藤和敬編、以文社） 2017年

## 翻訳
- ライプニッツ『スピノザとの往復書簡とスピノザ注解』『哲学書簡 - 知の綺羅星たちとの交歓』工作舎 2015年 ISBN 978-4-87502-463-7

（酒井潔, 佐々木能章監修、山内志朗ほか共訳、『ライプニッツ著作集』第Ⅱ期・第1巻）
- 『スピノザ全集 3 エチカ』岩波書店  2022年（全6巻）
- 『スピノザ全集 5 神、そして人間とその幸福についての短論文』 2023年
- 『スピノザ全集 4 政治論』 2024年